# Fundadores de São Paulo
Fundadores de São Paulo es un monumento ubicado en el barrio de Vila Mariana de São Paulo, Brasil. Fue creado por el escultor brasileño Luis Morrone para homenajear a los fundadores de la ciudad, y luego de diez años de construcción fue inaugurado el 25 de enero de 1963.

## Descripción
El monumento fue creado por Luis Morrone. Se encuentra en la calle Nábia Abdala Chohfi, en la esquina de la avenida Sargento Mario Kozel Filho, cerca de R. Manoel da Nóbrega, en el barrio de Vila Mariana de São Paulo, Brasil. Está entre el Gimnasio de Ibirapuera y el Monumento a las Bandeiras. Está ubicado frente al Palácio 9 de Julho, pero inicialmente se instaló cerca de la Praça da Sé hasta la década de 1970.
Hay nueve figuras representadas en la obra como estatuas de bronce, tres religiosos (Manuel da Nóbrega, José de Anchieta y Manuel de Paiva), dos exploradores portugueses (Martim Afonso de Sousa y João Ramalho) y tres indígenas (Bartira, Tibiriçá y el niño Curumim). El noveno, un bebé en el regazo de Bartira, no está identificado. Una cruz, en el centro, se refiere a la religión católica. Dos placas en el pedestal de granito representaron la primera misa en São Paulo y la fundación de São Vicente.
La parte principal del monumento está hecha de bronce y el granito mide 4,2 m × 1,7 m × 3,7 m de tamaño. Se asienta sobre un pedestal de granito que mide 1,05 m × 5,3 m × 7,4 m. La cruz del centro tenía 2 metros de altura.

## Historia

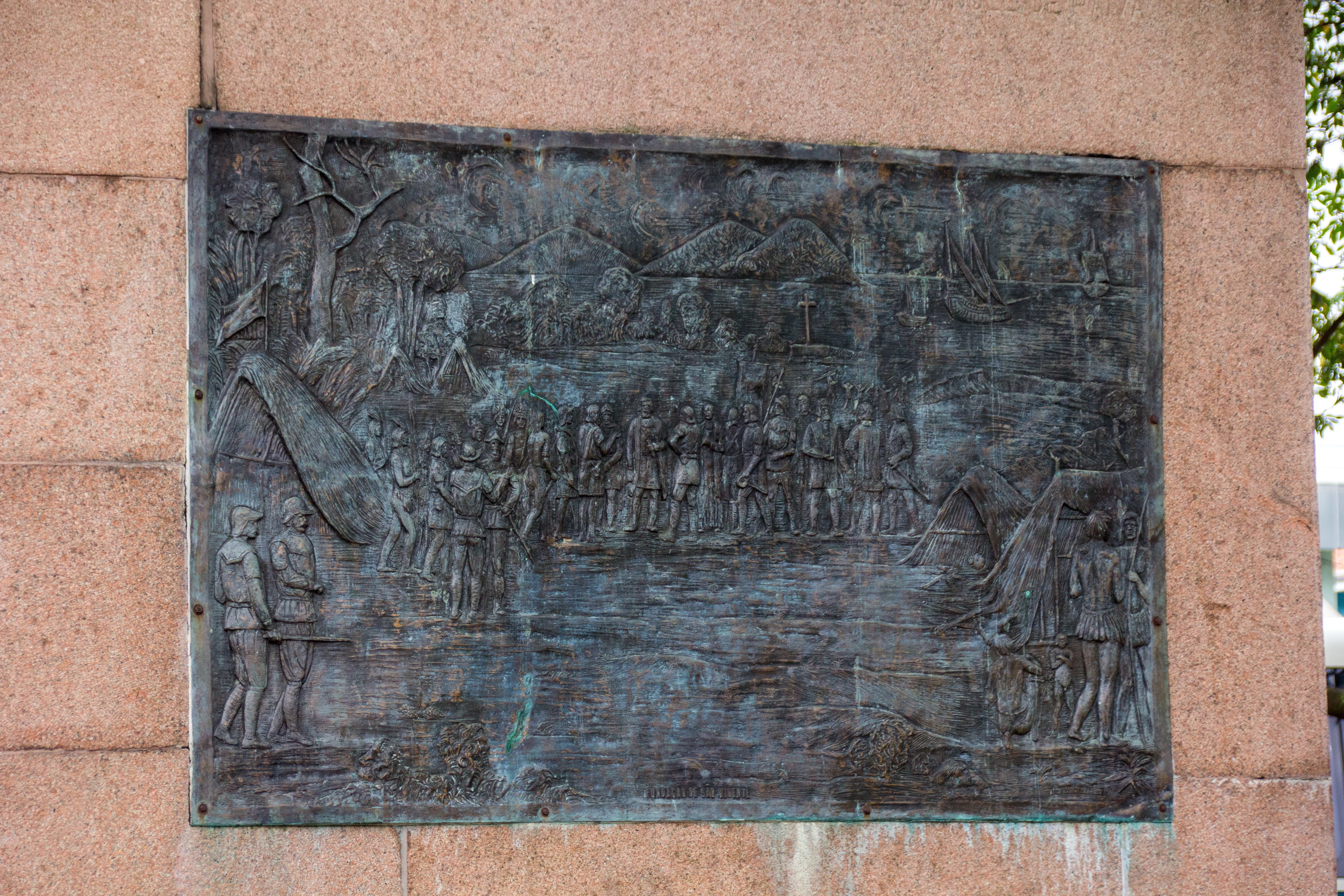
La placa superviviente, que muestra la fundación de São Vicente.

La construcción del monumento se inició con la colocación de la primera piedra el 18 de octubre de 1952, aniversario de la muerte de Nóbrega, y finalizó en 1962. Fue inaugurado el 25 de enero de 1963, fecha aniversario de la fundación de la ciudad.
La placa que muestra la primera misa fue robada en 2004: dado que no existen fotografías conocidas de la misma, fue reemplazada por una placa de marcador de posición que señala el robo. La cruz falta en su mayoría, excepto por el poste vertical, desde al menos 2016.